# Sparisoma cretense
Sparisoma cretense (Linnaeus), conhecido pelo nome comum de veja  (pronunciado: véja) ou peixe-papagaio-europeu, é uma espécie de peixe perciforme da família Scaridae, frequente nas regiões costeiras do Atlântico Nordeste e do Mediterrâneo, principalmente no Mediterrâneo Oriental. No Atlântico, o limite de distribuição norte é o arquipélago dos Açores e o limite sul é a costa do Senegal, passando pelos arquipélagos da Madeira e Canárias, distribuindo-se em latitude entre os 14º e os 42º Norte. Nos Açores é muito comum nas zonas rochosas de média profundidade. 

## Descrição
Corpo oval, alargado e ligeiramente comprimido, recoberto por escamas de grandes dimensões. Cabeça cónica e romba na sua parte anterior, tendo a boca situada na zona mais anterior. Pode alcançar 50 cm de comprimento.
As mandíbulas têm pequenas dimensões e os dentes são fortes e estão unidos numa espécie de bico formado por quatro placas.
A barbatana dorsal é única e larga e o bordo posterior da caudal é convexo. As fêmeas são avermelhadas, com uma mancha parda atrás do opérculo, uma por cima das peitorais e outra amarela no pedúnculo caudal, atrás da barbatana dorsal. A coloração dos machos é escura entre o cinzento, castanho e verde muito escuro com manchas brancas no dorso e flancos.

## Reprodução e comportamento
As vejas reproduzem-se entre agosto e setembro. Tipicamente, vivem em grupos de 3 a 6 indivíduos de ambos os sexos, mas durante o período nupcial é frequente encontrar os machos em perseguições violentas.
Fora dos períodos nupciais, estes pequenos cardumes nadam pachorrentamente entre as rochas em busca de algas e invertebrados.
À noite, é frequente encontrar as vejas a dormir junto ao fundo, em estado letárgico, apesar de os olhos estarem bem abertos, já que, com raras excepções, os peixes não fecham os olhos. Essa função é desnecessária nos organismos marinhos pois os seus olhos estão constantemente humedecidos pelo meio ambiente, com a vantagem de permanecerem sempre abertos permitindo estarem mais atentos.
As vejas, quando dormem, produzem uma película que as ajuda a camuflar. Por essa razão, é possível observar potenciais predadores das vejas a passarem muito perto, sem se aperceberem da sua presença. As vejas confiam de tal forma na sua camuflagem nocturna que é possível tocar-lhes levemente sem que acordem.

## Habitat
As vejas habitam zonas rochosas entre os 2 e os 50 metros de profundidade. Mais frequentemente, os indivíduos de menores dimensões preferem as zonas mais abrigadas, junto à superfície, e os adultos preferem as águas mais profundas. No Mediterrâneo, os prados de posidónias são um dos habitats preferidos.

## Captura
A veja tem importância comercial e não se encontra ameaçada. Apesar disso, nas Canárias, foi estabelecido um tamanho mínimo de captura, no caso 20 cm, como medida de gestão pesqueira de um manancial muito desejado.
Em Portugal não há limite inferior no tamanho das vejas capturadas. De qualquer forma, as dimensões das malhas normalmente utilizados pelos pescadores não parecem colocar estes animais em perigo. Em relação à caça submarina, o peso mínimo informalmente recomendado é de 260 gramas. Este peso equivale a cerca de 24 centímetros em comprimento. Apenas com estas dimensões as vejas atingiram a idade de primeira maturação, isto é, estiveram aptas a reproduzir-se pela primeira vez.
Nos Açores as vejas podem viver até aos 8 anos e têm 2 anos quando atingem a primeira maturação. Naquele arquipélago, a captura da veja a partir de terra parece ter ainda uma função social, sendo comum usar a expressão "ir às vejas" aplicada à sua pesca com cana a partir da costa. Estes passeios, mais do que uma ocupação de tempos livres, são um desporto com a vantagem acrescida de proporcionar um jantar agradável e saudável. As vejas são capturadas utilizando como isco um pequeno crustáceo, a moura, o que, dado o tamanho do isco e do anzol, apenas permite a captura dos indivíduos de maior tamanho, o que faz desta pesca uma pescaria ecologicamente sustentada.